# Nam quốc sơn hà
Nam quốc sơn hà (vietnamsky "Hory a řeky Jižní krajiny") je čínsky psaná vietnamská báseň, kterou napsal v roce 1077 vojevůdce a vietnamský národní hrdina Lý Thường Kiệt, a recitoval ji nepřátelům na své obranné linii na řece Như Nguyệt, aby posílil morálku svých vojáků. Báseň, požadující formou poetických obrazů nezávislost "Jižní krajiny", tj. Vietnamu, je přes svou poněkud nezvyklou poetickou formu pokládána za vůbec první vietnamskou deklaraci nezávislosti. Ač je psána čínsky, je pokládána za jeden z nejkrásnějších projevů vietnamského vlastenectví. Je psána v čínštině, vznešeným, obřadným jazykem, dobově velmi častou literární formou rýmovaného sedmislabičného čtyřverší.

## Obsah básně
| Čínský originál                                             | Přepis Quốc Ngữ | Vietnamský překlad | Pinyin | Český překlad |
| ----------------------------------------------------------- | --- | --- | --- | --- |
| 南國山河南帝居 截然定分在天書 如何逆虜來侵犯 汝等行看取敗虛 | Nam quốc sơn hà nam đế cư Tiệt nhiên định phận tại thiên thư Như hà nghịch lỗ lai xâm phạm Nhữ đẳng hành khang thủ bại hư. | Sông núi nước Nam vua Nam ở, Rành rành định phận tại sách trời. Cớ sao lũ giặc sang xâm phạm, Chúng bay sẽ bị đánh tơi bời! | Nán guó shān hé nán dì jū, Jié rán dìng fèn zài tiān shū Rú hé nì lǔ lái qīn fàn Rǔ děng háng kàn qǔ bài xū | Hory a řeky Jižní krajiny obývá Jižní císař. Toto oddělení je přirozené a zapsané v nebeské knize. Pokud se jej loupežníci pokusí překročit, seznáte i vy, že si zvolili porážku a hanbu! |